# Double (banda)
Originariamente conocido con el nombre de Ping Pong, y Double (pronunciado doo-BLAY) fue un dúo suizo, de estilo Jazz-Pop, Pop-Rock, New Wave. Principalmente recordado por el sencillo editado en 1986 The Captain of Her Heart.
Formados en 1983 en Zúrich, con Felix Haug (batería y teclados) y Kurt Maloo (guitarra y voz).

## Historia
Se formó en Zúrich, Suiza, por Kurt Maloo en guitarra y voz y Felix Haug batería y teclados, con un sonido smooth Jazz y pop-rock, pero su historia musical comenzaba antes, Kurt Maloo, era pintor, hizo su primera aparición musical a principios de los años 70 en estrenos de galerías y eventos similares en Zúrich. entre 1976 hasta 1978 fue parte de “Troppo”, una banda experimental de nueve componentes del cual fue miembro fundador. En 1979 publicó un sencillo en solitario, “Giant Lady”; al año siguiente llegó la innovadora “Luna + 7 Notorious Maloo Home Works”, el formato que consistía en siete temas a 33 1/3rpm en una cara y a 45rpm “maxi-single” en la otra. El álbum hecho en casa como el título sugiere, se planeó como un demo, pero se encontró con un éxito considerable en su salida al mercado.
Felix Haug estuvo a mediados de los años 70 tocando la batería por Europa, Extremo Oriente, Asia, y Estados Unidos. En 1977 se unió a la orquesta “The Lipschitz Orchestra”, un grupo big band experimental. Dos años más tarde formó parte de Yello para grabar el álbum “Solid Pleasure”. El grupo electrónico europeo dejaron su marca en Estados Unidos con la discográfica Ralph Records.
Cuando sus caminos convergieron en 1981, Kurt y Felix, con la participación de un bajista, formaron un trío llamado “Ping Pong”. Con este grupo tuvieron un éxito relativo con el sencillo “Rhythm Walk”, de su primer y único LP, “Ping Pong” de 1982, además de apariciones en vivo en un número de festivales al aire libre, incluyendo el Montreux Jazz Festival. Con este grupo grabaron también varios temas con el guitarrista Phil Manzanera de la banda Roxy Music, pero que nunca se publicó por cuestiones legales.

### Como dúo: Double
Maloo y Haug decidieron probar como dúo en 1983, bajo el nombre de Double. Primero grabaron un sencillo de 12″ llamado “Nanningo”, perteneciente a su EP “Nanningo” de 1983. Lo siguieron en 1984 dos sencillos, “Rangoon Moon” y “Woman of the World”, los cuales aparecerían en el álbum “Blue” de 1985 en versiones actualizadas o remix; y un vídeoclip en formato blanco y negro, producido por ellos mismos, que llegaría a ser un clásico de culto en varios formatos televisivos de Europa, emitiéndose bastante en el canal de música VH1.
En el otoño de 1985, “Double” comenzó a conquistar el mundo musical con su hit The Captain of Her Heart de su primer álbum, “Blue”. La balada liderada por un suave piano, que fue un éxito inmediato por toda Europa, consiguiendo los puestos N.º 1 en España, el 8 en Reino Unido y 16 en Estados Unidos. El LP “Blue” se publicó en más de 50 países y la canción “The Captain of her Heart” se convirtió en un clásico contemporáneo de los 80.
En 1987 el dúo saco su siguiente material discográfico llamado, “Dou3le”. Algunos de los músicos invitados en el disco fueron Herb Alpert en trompeta y Michael Urbaniak en violín, hicieron un videoclip con el tema “Devils Ball”, el cual fue dirigido por Hannes Rossacher y Rudi Dolezal, con la aparición especial de la legendaria compañía de teatro “Mummenschanz”, ganando un premio en el Festival de Cannes en 1988.

### Receso de Double
A principios de los 90, Maloo y Haug se dieron cuenta de que necesitaban un descanso y el proyecto se disolvió por un tiempo, Haug escribió música para soundtracks de películas. Maloo comenzó su carrera en solitario contando con dos álbumes: "Single" de 1990 y “Soul and Echo” de 1995.

### Regreso y fallecimiento de Haug
A fines de los 90, el dúo se juntó en el estudio "can studio" donde grabaron el segundo disco que los llevó a la fama, "Blue". Ellos dos tenían planeado hacer varias canciones nuevas para el 20 aniversario de la banda. Sin embargo, en 2004, Felix Haug falleció de un ataque al corazón y el proyecto quedó suspendido.
En 2006 Kurt Maloo, decidió realizar una retrospectiva al trabajo de Double y le pidió a Pit Baumgartner de la banda electrónica De-Phazz sobre reprocesar una selección de canciones del repertorio del dúo. El resultado es el álbum “Kurt Maloo vs. Double – Loopy Avenue”, donde se oyen los hits de los años 80, junto a los temas no escuchados anteriormente de los 90, así como composiciones totalmente inéditas.

## Discografía
- 1985: Blue (Album), Polydor

- 1987: DOU3LE (Album), Polydor

- 2006: Kurt Maloo vs Double Loopy Avenue (Album), Edel Records.

## Sencillos y Ep
- 1983: Naningo (Maxi Single), Polydor
- 1984: Rangoon Moon (Maxi Single), Metronome Records
- 1984: Woman of The World (Maxi Single), Metronome Records
- 1985: The Captain of Her Heart (Single), A&M Records
- 1987: Devils Ball (Single), Polydor
- 1987: Gliding (Single), Metronome Records.